# Mikk Pahapill
Mikk Pahapill (Kuressaare, 18 luglio 1983) è un ex multiplista estone, campione europeo indoor dell'eptathlon.

## Biografia
Oltre al titolo europeo nell'eptathlon, ha partecipato ai Giochi olimpici di Pechino 2008 chiudendo 11º nel decathlon.

## Palmarès
| Anno | Manifestazione  | Sede       | Evento    | Risultato | Punteggio | Note                                     |
| ---- | --------------- | ---------- | --------- | --------- | --------- | ---------------------------------------- |
| 2008 | Giochi olimpici | Pechino    | Decathlon | 10º       | 8178 p.   | Miglior prestazione personale            |
| 2009 | Europei indoor  | Torino     | Eptathlon | Oro       | 6362 p.   | Miglior prestazione personale            |
| 2009 | Mondiali        | Berlino    | Decathlon | dnf       | dnf       |                                          |
| 2010 | Europei         | Barcellona | Decathlon | 4º        | 8298 p.   | Miglior prestazione personale            |
| 2011 | Europei indoor  | Parigi     | Eptathlon | 13º       | 5782 p.   |                                          |
| 2011 | Mondiali        | Taegu      | Decathlon | 9º        | 8164 p.   |                                          |
| 2012 | Mondiali indoor | Istanbul   | Eptathlon | dnf       | dnf       |                                          |
| 2013 | Europei indoor  | Göteborg   | Eptathlon | dnf       | dnf       |                                          |
| 2013 | Mondiali        | Mosca      | Decathlon | 17º       | 8 170 p.  | Miglior prestazione personale stagionale |
| 2016 | Europei         | Amsterdam  | Decathlon | dnf       | dnf       |                                          |